# Arthez-d'Asson
Arthez-d'Asson là một xã thuộc tỉnh Pyrénées-Atlantiques trong vùng Aquitaine ở tây nam nước Pháp. Xã này nằm ở khu vực có độ cao trung bình 568 mét trên mực nước biển.